# جرد اس. گیلمور
جرید اس گیلمور (انگلیسی: Jared S. Gilmore؛ زادهٔ ۳۰ مهٔ ۲۰۰۰) یک هنرپیشه اهل ایالات متحده آمریکا است. وی از سال ۲۰۰۸ میلادی تاکنون مشغول فعالیت بوده‌است.
از فیلم‌های معروف او می‌توان به بازی در مجموعه تلویزیونی روزی روزگاری اشاره کرد كه او نقش پسر اما سوان و ملكه رجینا (که مادر خوانده او بود) را بازي ميكرد.